# Beauchamp-Feuillet-Notation

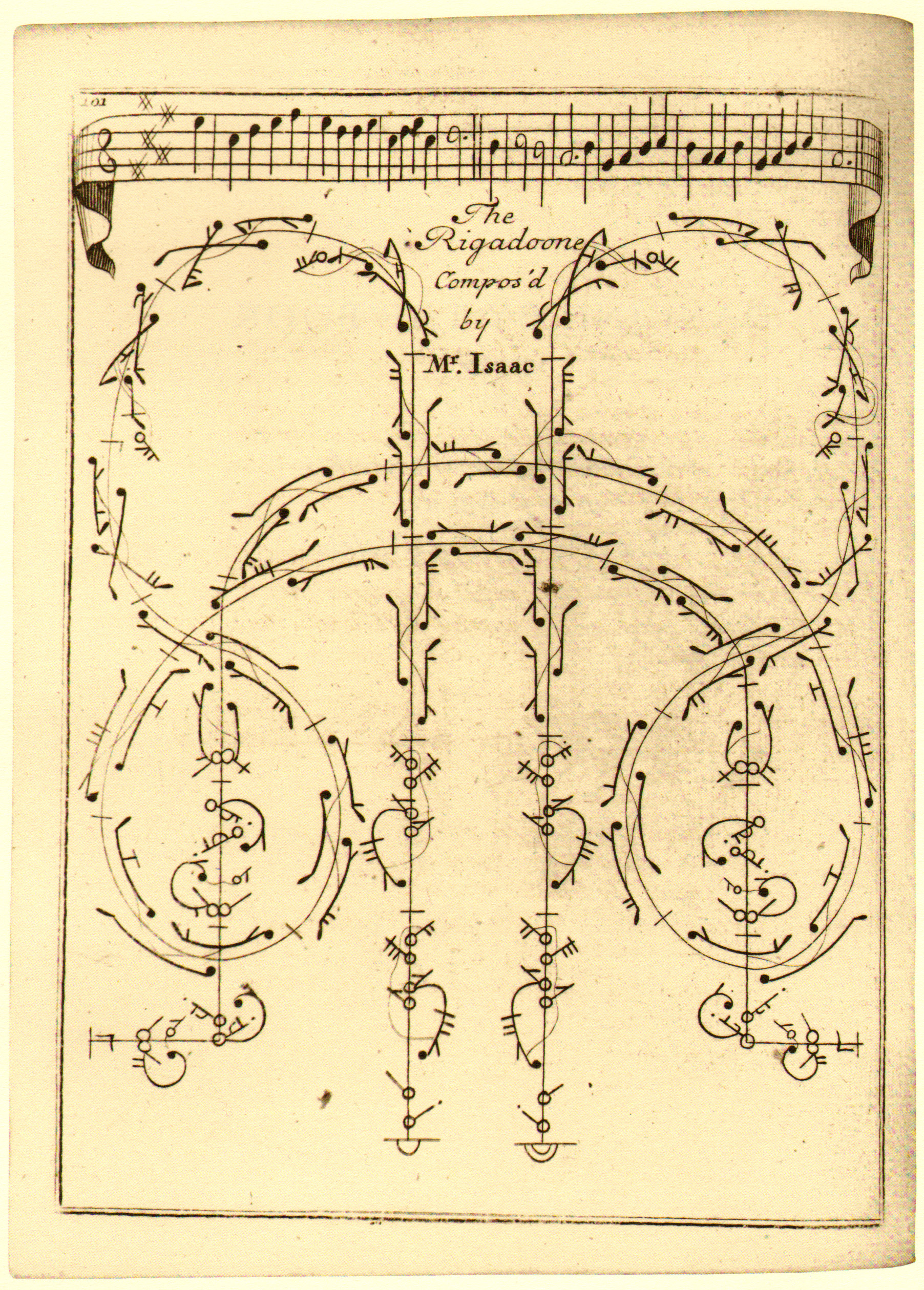
Erste Seite von Mr. Isaacs „The Rigadoon“, ein Tanz für ein Paar

Die Beauchamp-Feuillet-Notation ist ein System zur Notation von Tanzchoreographien, das im gesamten 18. Jahrhundert in Gebrauch war.
1661 hatte Ludwig XIV. die Académie Royale de Danse gegründet, um die französische Tanzkunst weiterzuentwickeln und zu perfektionieren. Im Umfeld der Académie wurden in den 1680er Jahren mehrere Systeme zur Notation von Tänzen entwickelt, darunter die von André Lorin, Jean Favier und Pierre Beauchamp. Während die andere Systeme keine Verbreitung fanden, wurde Beauchamps System 1700 von Raoul-Auger Feuillet in seinem Buch Chorégraphie veröffentlicht. Feuillet begann dann auch mit der Publikation einer Reihe von Tanzsammlungen in dieser Notation. Aufgrund seiner guten Lesbarkeit und relativ einfachen Anwendbarkeit verbreitete sich Beauchamps Notationssystem in ganz Europa und wurde während des gesamten achtzehnten Jahrhunderts für die Aufzeichnung von Gesellschafts- und Bühnentänzen verwendet. 1706 publizierte Feuillet eine stark vereinfachte Version zur Notation von Contredanses. 1725 wurde es von Pierre Rameau erweitert, Rameaus Vorschläge setzten sich aber nicht durch. Die Beauchamp-Feuillet-Notation überlebte mindestens bis in die 1780er Jahre.
Es handelt sich um eine graphische Notation, bei der die zur Choreographie gehörige Musik in einer Notenzeile oben auf der Seite dargestellt wurde. Darunter befindet sich die graphische Darstellung der jeweiligen Tanzbewegungen und der Raumwege. Kleine Querstriche auf den Raumwegen entsprechen den Taktstrichen der Musikzeile, um die Beziehung zwischen den Schritten und der Musik zu verdeutlichen. Der Schwerpunkt der Notation liegt auf der Fußarbeit. Die Notation zeigt die Abfolge der Fußbewegungen und für jede Bewegung die Richtung, die Art der Ausführung des Schrittes und das relative Timing der Bewegungen. Die Angaben sind so detailliert, dass Tanzmeister an anderen Orten und zu anderen Zeiten den Tanz rekonstruieren und allein anhand der Notation unterrichten konnten. Es sind über 300 notierte Tänze bekannt. Die meisten der bekannten Tänze sind für zwei Tänzer, in der Regel ein Mann und eine Frau, und waren als Gesellschaftstänze, für Auftritte bei Bällen oder auf der Bühne gedacht.